# Place de l'Hôtel-de-Ville

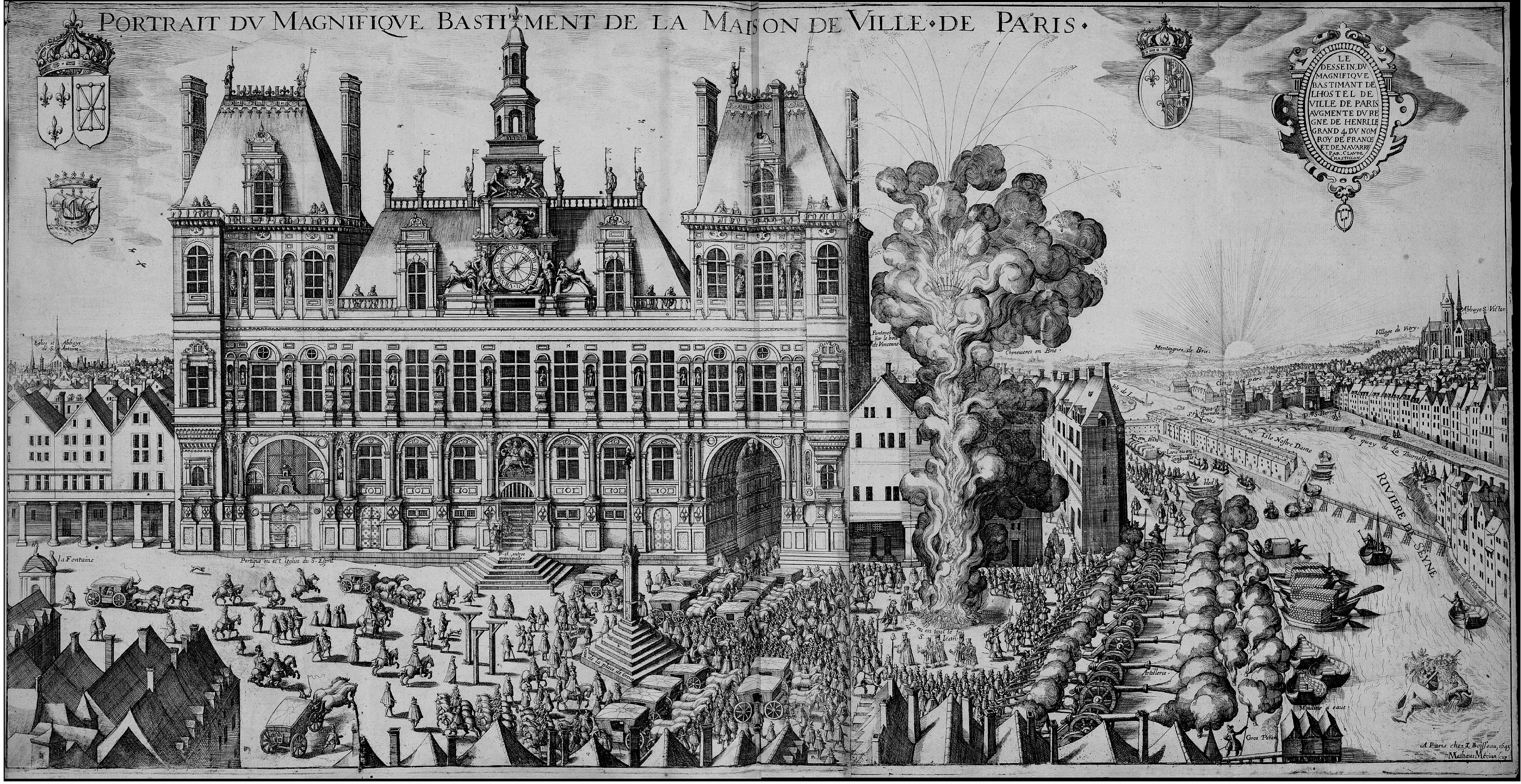
El antiguo Ayuntamiento y la Place de Grève hacia 1610, por Claude Chastillon.

La Place de l'Hôtel-de-Ville - Esplanade de la Libération o simplemente Place de l'Hôtel-de-Ville (en español, Plaza del Ayuntamiento), llamada Place de Grève hasta 1803, es una plaza de París, Francia. Está situada en las orillas del Sena, de donde procede su antiguo nombre (en francés, grève significa terreno llano de grava o arena a la orilla del mar o de un curso de agua). Esta plaza está servida por la estación Hôtel de Ville del Metro de París.

## Historia

### La Place de Grève bajo el Antiguo Régimen
La zona estaba ocupada antiguamente por una playa de arena y grava, en la que era fácil descargar las mercancías que llegaban por el Sena. En poco tiempo se instaló allí un puerto que sustituyó al Port Saint Landry situado en la Île de la Cité. El Port de la Grève se convirtió en el más importante de París: allí se descargaba madera, trigo, vino y heno, lo que facilitó la instalación de un mercado. Alrededor de este puerto se desarrolló un barrio muy denso en la orilla derecha. A principios del siglo XII se instaló un mercado en las proximidades. Los hombres sin empleo encontraban allí fácilmente trabajo. La expresión faire grève significó a partir de entonces "estar en la Place de Grève buscando un trabajo" antes de evolucionar hacia el significado que tiene en la actualidad, es decir, hacer huelga. El mercado fue suprimido por la carta de Luis VII de 1141.
La Place de Grève, frente al ayuntamiento, se creó en virtud de una carta del rey Luis el Joven (Luis VII de Francia, rey entre 1137 y 1180), bajo demanda de los burgueses de París. Este monarca aceptó que, a cambio de la suma de setenta libras parisinas que estos burgueses le pagarían, la plaza permanecería libre y que no se construiría allí ningún edificio. Desde esta época, se hicieron en esta plaza diferentes fiestas y ceremonias, como la del fuego de san Juan o quemas de libros como la ordenada por Luis IX sobre ejemplares del Talmud en 1242; y también era aquí donde se hacían habitualmente las ejecuciones. La primera fue en el año 1310, cuando una mujer acusada de herejía, llamada Marguerite Porrette, fue quemada viva. El mercado del vino se trasladó aquí en 1413, y el del carbón en 1642.
Le sede del Ayuntamiento de París se instaló aquí hacia 1357, cuando Étienne Marcel, preboste de los mercaderes, adquirió a tal efecto la maison aux piliers ("casa de los pilares"), situada en la plaza. A su vuelta de las guerras de Italia, Francisco I decidió sustituirla con un nuevo edificio que encargó al italiano Dominique Boccador. El nuevo edificio, diseñado en 1533, no se completó hasta 1628. 
En 1362, se fundó el Hôpital du Saint-Esprit al norte del Ayuntamiento. Su iglesia se construyó en 1406, pero este complejo fue destruido en 1798.
Bajo el Antiguo Régimen, este lugar servía también para las ejecuciones públicas. Robert-François Damiens, quien había intentado asesinar a Luis XV, fue ejecutado en esta plaza. La Revolución francesa continuó con esta tradición: la primera ejecución por guillotina tuvo lugar en la Place de Grève en 1792. Robert-François Damiens y François Ravaillac entre otros fueron desmembrados. También fue en esta plaza donde se quemó viva a Catherine Deshayes, llamada la Voisin ("la vecina") por brujería el 22 de febrero de 1680.
También se colocaba el fuego de San Juan que era encendido tradicionalmente por el rey de Francia en persona, costumbre que perduró hasta 1648, fecha en la que Luis XIV ofició la ceremonia por última vez.
La plaza se ensanchó hacia 1770.

#### Lista de algunas ejecuciones durante el Antiguo Régimen

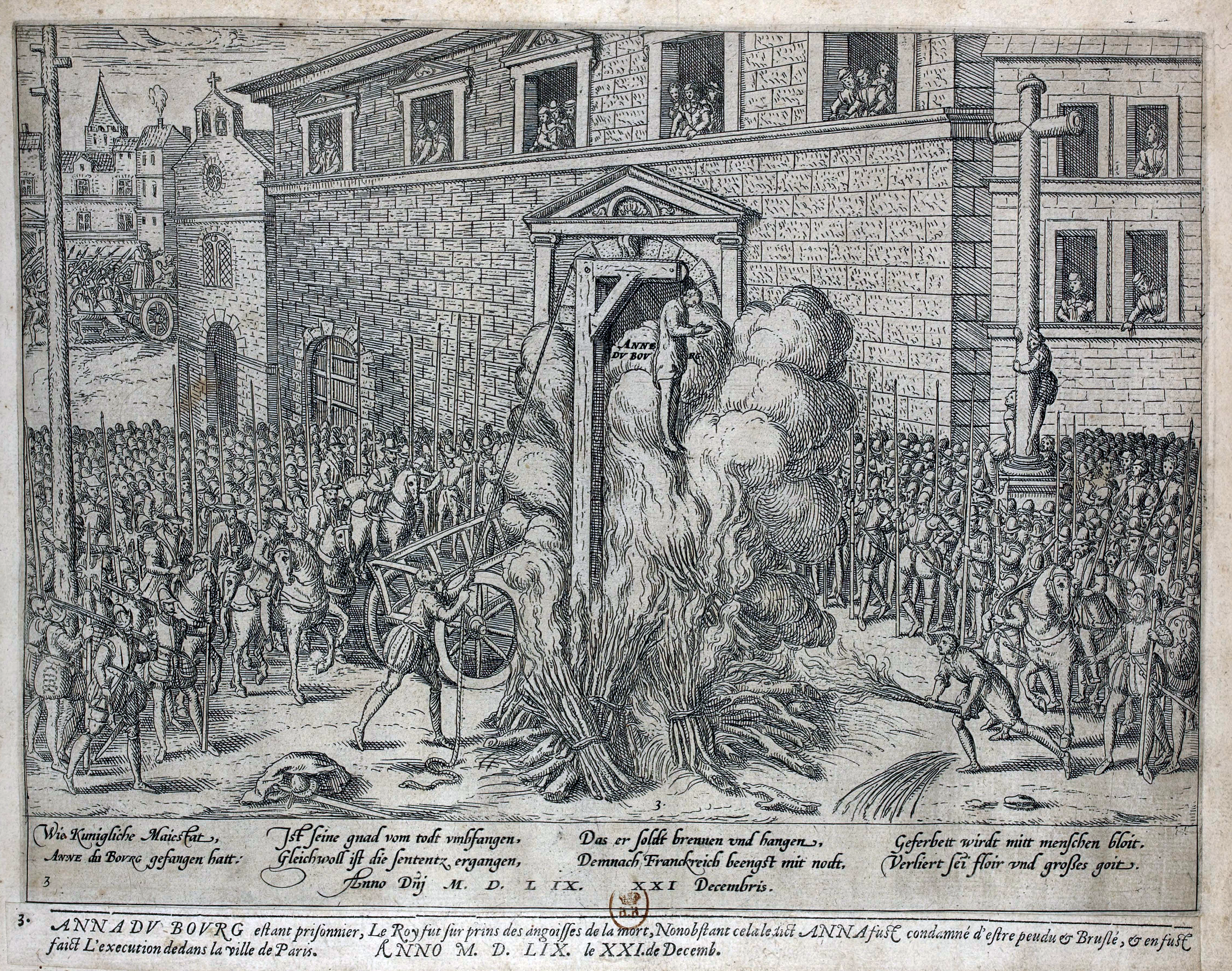
Anne du Bourg, ahorcada y luego quemada en la Place de Grève en 1559.

1310: Margarita Porete (quemada)
1549: Jacques I de Coucy (decapitado).
1559: Anne du Bourg (ahorcado y luego quemado).
1574: el Conde de Montgomery (decapitado).
1574: Joseph Boniface de la Môle (decapitado).
1594: Jean Châtel (descuartizado).
1602: Guy Éder de La Fontenelle (ejecutado en la rueda).
1603: Julien de Ravalet y su hermana Margarita (decapitados).
1610: François Ravaillac (desmembrado).
1617: Léonora Galigaï, viuda de Concino Concini (decapitada y quemada).
1627: François de Montmorency-Bouteville (decapitado).
1632: Louis de Marillac (decapitado).
1661: Jacques Chausson y su cómplice Jacques Paulmier, dijo Fabri (quemado vivo).
1662: Claude Le Petit (estrangulado y luego quemado).
1670: François Sarrazin (quemado vivo).
1676: Marie Madeleine Dreux d'Aubray, marquesa de Brinvilliers (decapitada).
1680: Catherine Deshayes, llamada la Voisin (quemada viva).
1681: Anne de Caradas, viuda de François du Saussay, procurador del rey en las aguas y bosques de Ruan, detenida el 12 de junio, y decapitada el 25 de junio de 1681, tirando su cabeza a la hoguera.
1721: Louis Dominique Cartouche (ejecutado en la rueda).
1757: Robert François Damiens (desmembrado).
1766: Thomas Arthur de Lally-Tollendal (decapitado).

### La Place de Grève durante la Revolución
El 25 de abril de 1792 tuvo lugar en la Place de Grève la primera ejecución por guillotina, El condenado, Nicolas Jacques Pelletier, era un simple ladrón. La multitud, acostumbrada desde la Edad Media a las ejecuciones más "refinadas", se mostró decepcionada por la rapidez del proceso. El día después, corría por las calles la siguiente canción: Rendez-moi ma potence de bois, rendez-moi ma potence ("Dame mi horca de madera, dame mi horca").
La guillotina se montaría de nuevo en la Place de Grève entre noviembre de 1794 y mayo de 1795. Entre los últimos ejecutados estuvieron el diputado de la Convención Jean-Baptiste Carrier y el fiscal Fouquier-Tinville.

### Extensión y remodelación de la plaza en elsigloXIX

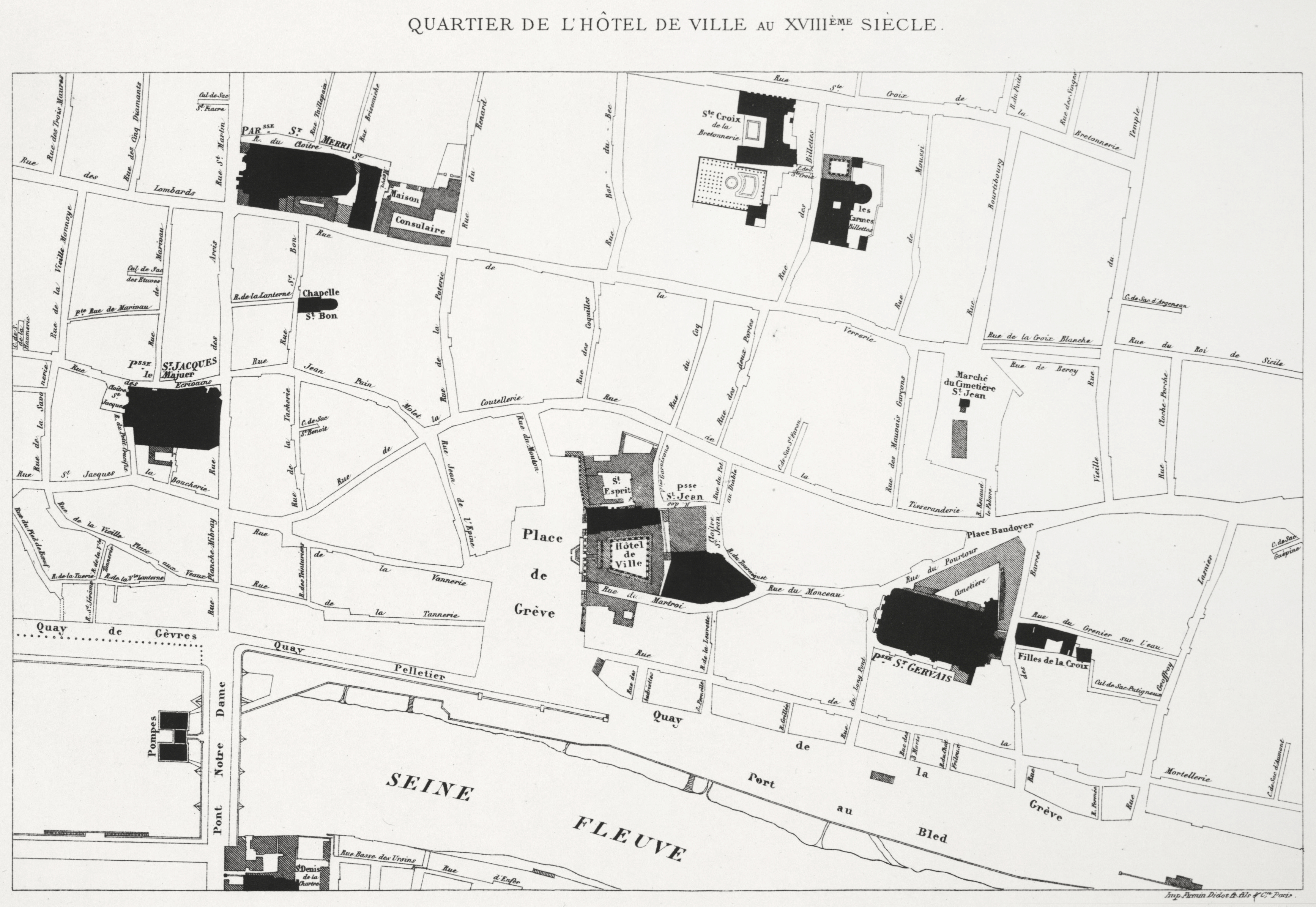
La plaza en un extracto del plano de Edme Verniquet (finales del) y antes de su ampliación a mediados del.

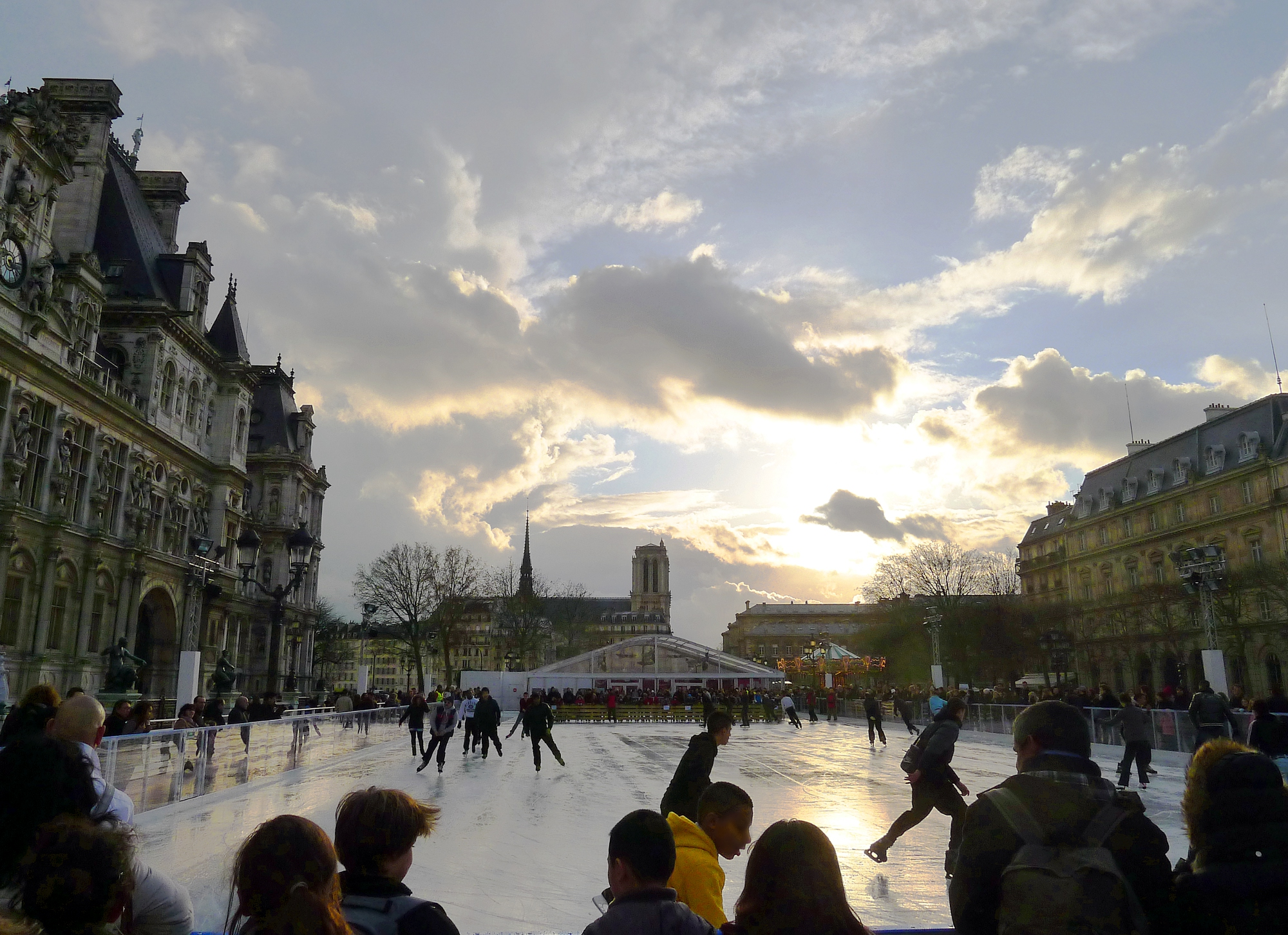
La Place de l'Hôtel-de-Ville en diciembre de 2011, con una pista de hielo.

La plaza recibió el nombre de Place de l'Hôtel-de-Ville ("Plaza del Ayuntamiento" en francés) el 19 de marzo de 1803.
La plaza recibió su fisonomía actual en la segunda mitad del siglo XIX en el marco de la transformación de París durante el Segundo Imperio. La plaza se prolongó entonces hacia el norte hasta la Rue de Rivoli, abierta en la misma época. El lado occidental de la plaza está alineado con el eje de la ensanchada Rue du Renard. La plaza absorbió también la Rue du Mouton al norte y la Rue Jean de l'Épine al oeste.
Tras su destrucción durante la Comuna, se reconstruyó el Ayuntamiento de París (en francés, Hôtel de Ville de Paris), que había sido objeto de importantes modificaciones a principios del siglo XIX que habían alterado su estilo inicial.

### En la actualidad
La plaza se peatonalizó totalmente en 1982. 
Por decisión del Consejo municipal de París del 22 de abril de 2013, la plaza recibió oficialmente el nombre de Place de l'Hôtel-de-Ville - Esplanade de la Libération, en homenaje a la Liberación de París de 1944 durante la Segunda Guerra Mundial.
En la actualidad la Place de l'Hôtel-de-Ville es un lugar de diversión:
- entre 2004 y 2011 una gran parte de la plaza se transformó en campo de voleibol para Paris Plages;
- en invierno, se instala habitualmente una pista de hielo gigante;
- se celebran allí ferias, por ejemplo para los estudiantes;
- en primavera, tiene lugar una manifestación a favor de la donación de sangre;
- en julio de 2007, se desarrolló en la Place de l'Hôtel-de-Ville una parte de la exposición sobre los jardines;
- con ocasión de grandes eventos deportivos, como la Copa Mundial de Fútbol o la Copa del Mundo de Rugby, se instala en la plaza una pantalla gigante;
- desde 2009, acoge cada verano los conciertos gratuitos del festival Fnac Indétendances de Paris Plages (estos conciertos se realizaban anteriormente en las orillas del Sena);
- en marzo de 2009, la plaza acogió la "ronda de los obstinados", una ronda que duró más de mil horas (más de cuarenta días, noche y día sin interrupción)[9] como protesta contra el proyecto Pécresse de reforma de las universidades.
- en 2018, al lado sureste de la plaza y junto al ayuntamiento, se abrió al público el jardin des Combattants de la Nueve, antes cerrado.

## Citas
Extraído del libro doce, capítulo II, de Nuestra Señora de París de Victor Hugo (1831):

Il ne reste aujourd'hui qu'un bien imperceptible vestige de la place de Grève telle qu'elle existait alors. C'est la charmante tourelle qui occupe l'angle nord de la place, et qui, déjà ensevelie sous l'ignoble badigeonnage qui empâte les vives arêtes de ses sculptures, aura bientôt disparu peut-être, submergée par cette crue de maisons neuves qui dévore si rapidement toutes les vieilles façades de Paris.[...]
La Grève avait dès lors cet aspect sinistre que lui conservent encore aujourd'hui l'idée exécrable qu'elle réveille et le sombre Hôtel de Ville de Boccador, qui a remplacé la Maison-aux-Piliers. Il faut dire qu'un gibet et un pilori permanents, une justice et une échelle, comme on disait alors, dressés côte à côte au milieu du pavé, ne contribuaient pas peu à faire détourner les yeux de cette place fatale, où tant d'êtres pleins de santé et de vie ont agonisé ; où devait naître cinquante ans plus tard cette fièvre de Saint-Vallier, cette maladie de la terreur de l'échafaud, la plus monstrueuse de toutes les maladies, parce qu'elle ne vient pas de Dieu, mais de l'homme.
Actualmente solo queda un rastro imperceptible de la Place de Grève que existía entonces. Está la encantadora torreta que ocupa la esquina norte de la plaza, y que, ya sepultada bajo el indigno yeso que empasta los brillantes cantos de sus esculturas, pero puede que también desaparezca pronto, sumergida por esta inundación de casas nuevas que devora rápidamente todas las viejas fachadas de París.[...]
La Grève tenía por lo tanto este aspecto siniestro que conserva todavía hoy en las ideas execrables que despierta y el oscuro Ayuntamiento de Boccador, que sustituyó a la Maison-aux-Piliers. Se debe decir que una horca y una picota permanentes, o una justicia y una escalera como se decía entonces, situados uno al lado del otro en medio de la plaza, no contribuían poco a que se apartaran los ojos de este lugar fatal, donde han agonizado tantos seres llenos de salud y vida; donde debía nacer cincuenta años más tarde esta "fiebre de San Vallier", esta terrible enfermedad del cadalso, la más monstruosa de todas las enfermedades, porque no viene de Dios, sino del hombre.